# Lithocarpus acuminatus
Lithocarpus acuminatus là một loài thực vật có hoa trong họ Fagaceae. Loài này được (Roxb.) Rehder mô tả khoa học đầu tiên năm 1919.